# Saxifraga caesia
Saxifraga caesia är en stenbräckeväxtart som beskrevs av Carl von Linné. Saxifraga caesia ingår i Bräckesläktet som ingår i familjen stenbräckeväxter. Inga underarter finns listade i Catalogue of Life.

## Bildgalleri

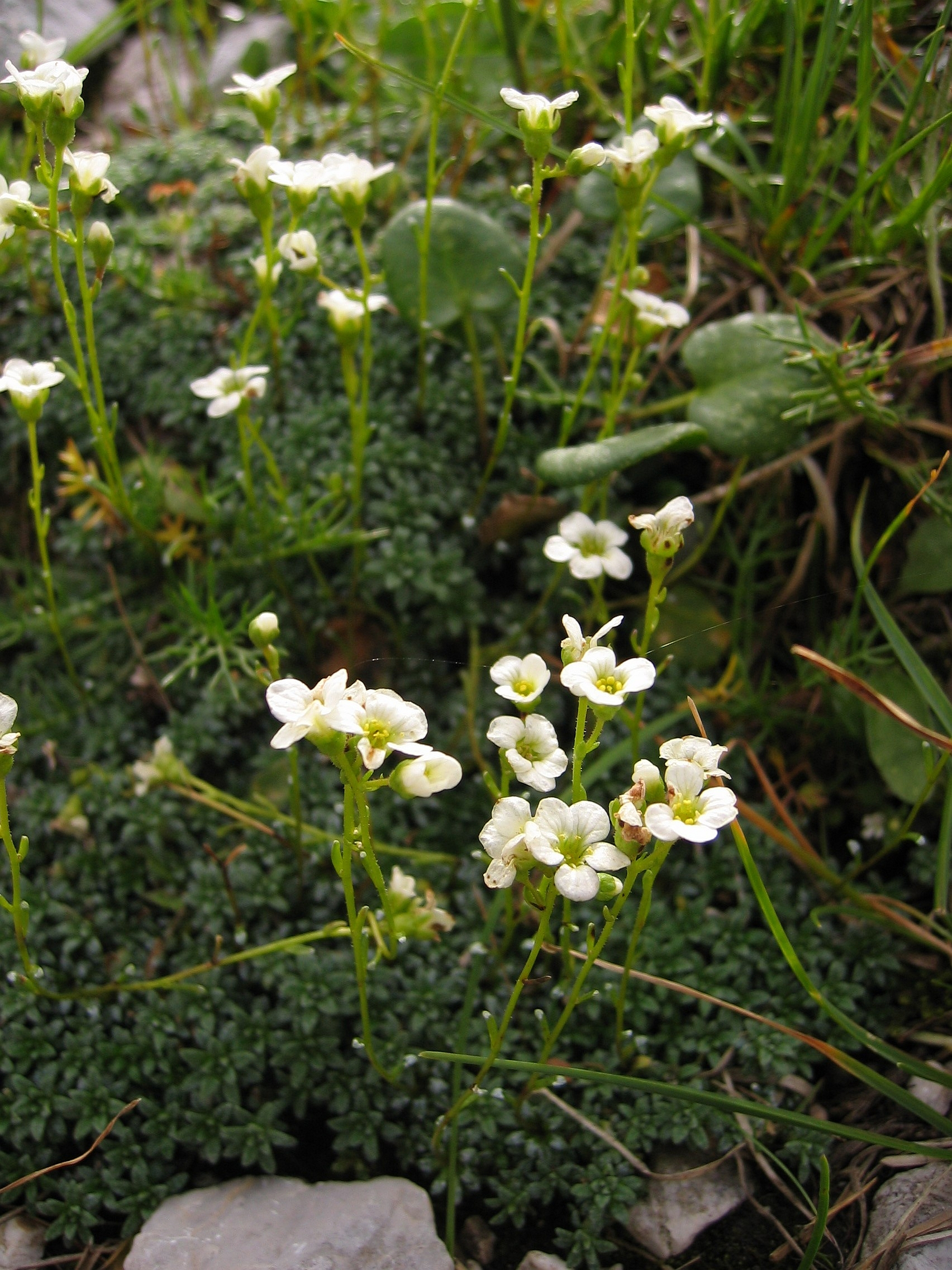
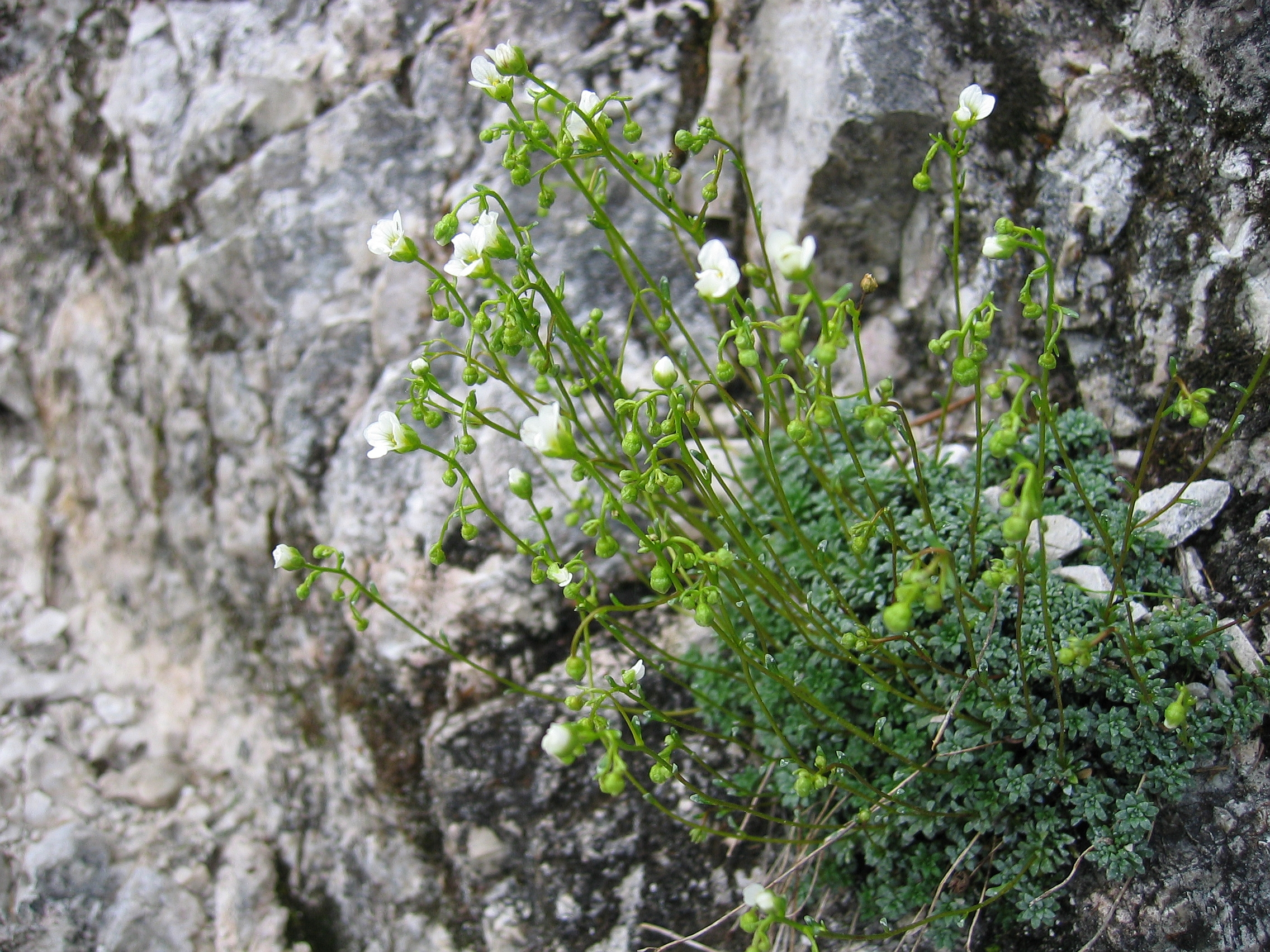
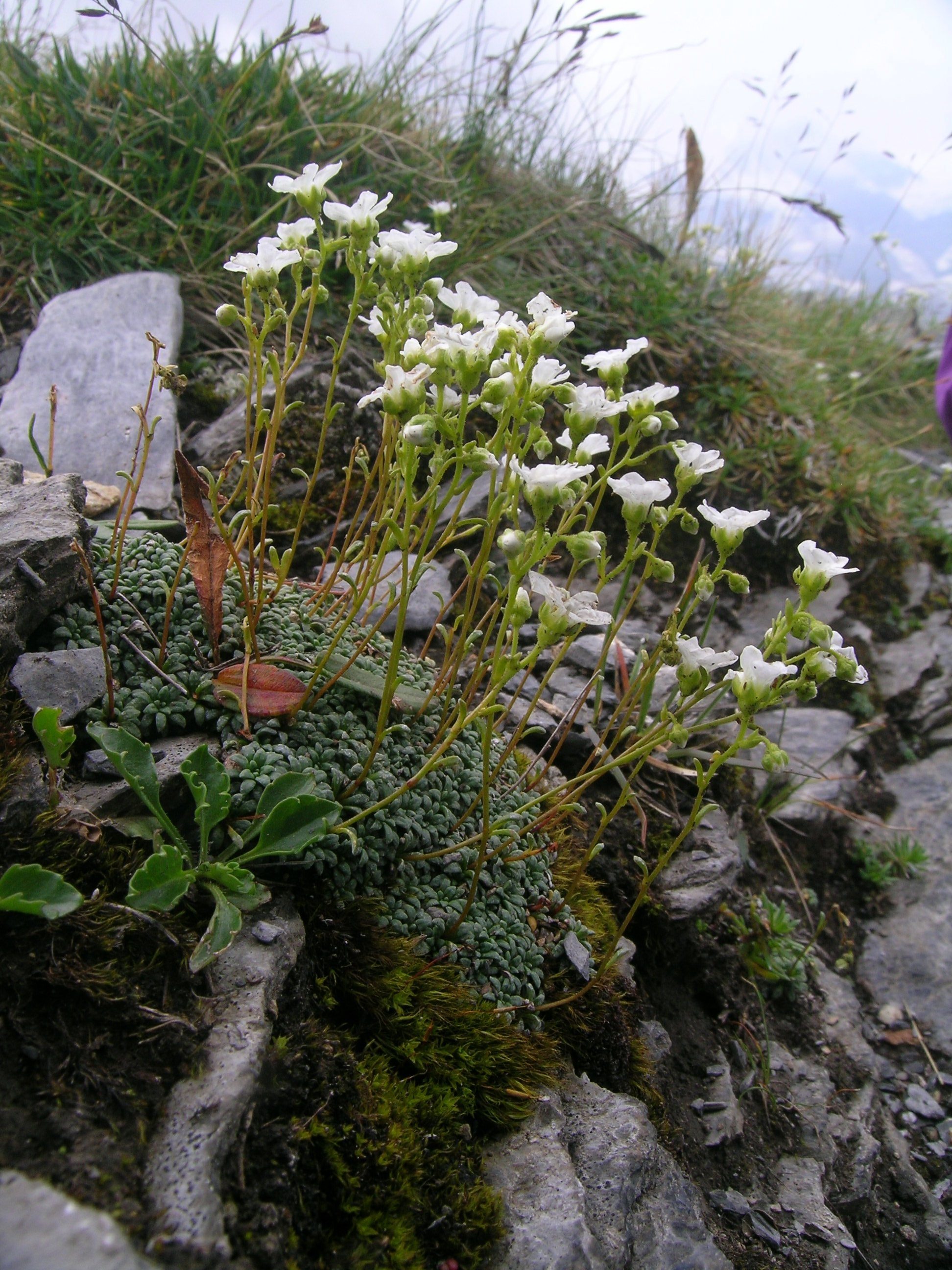
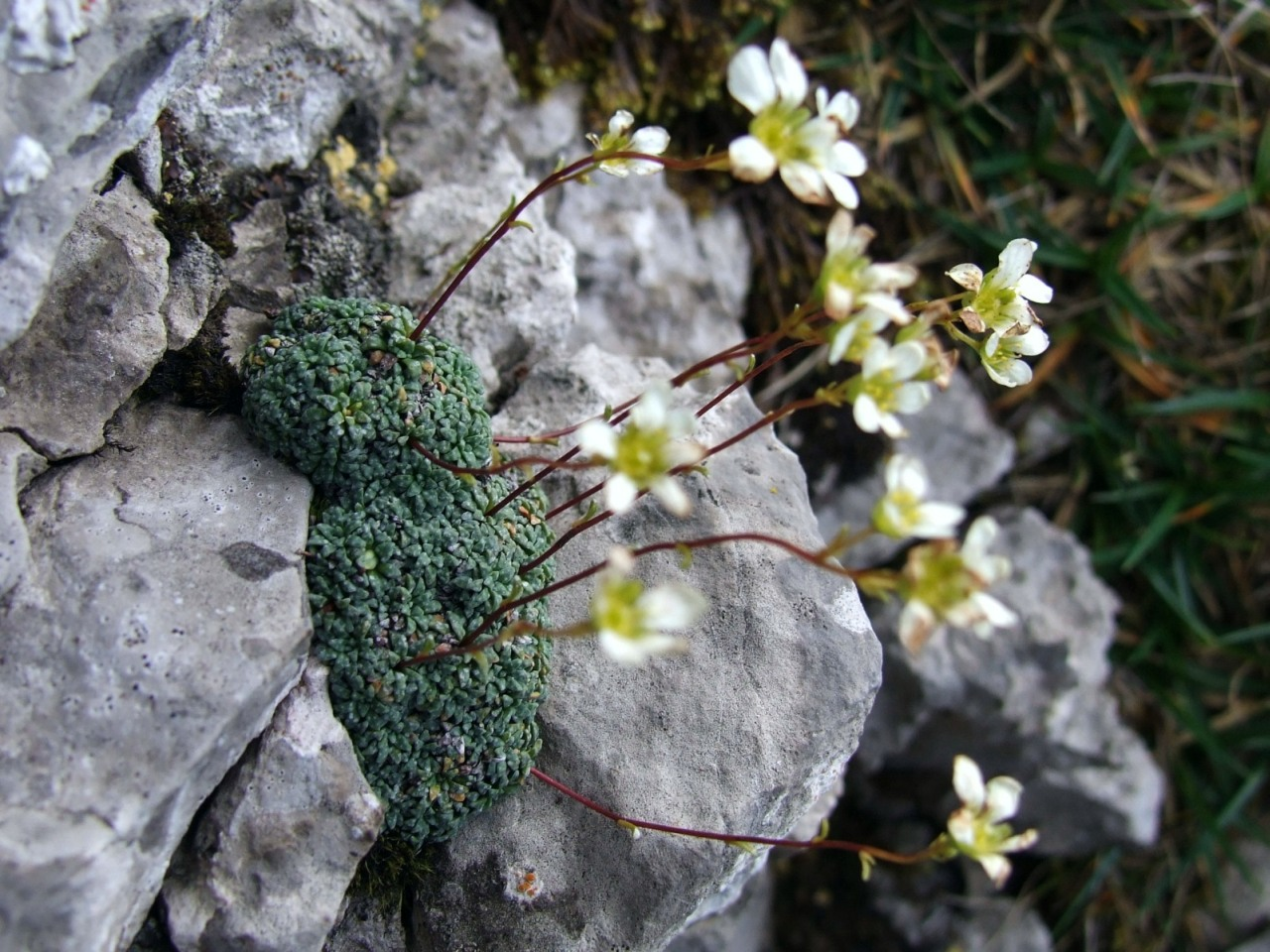
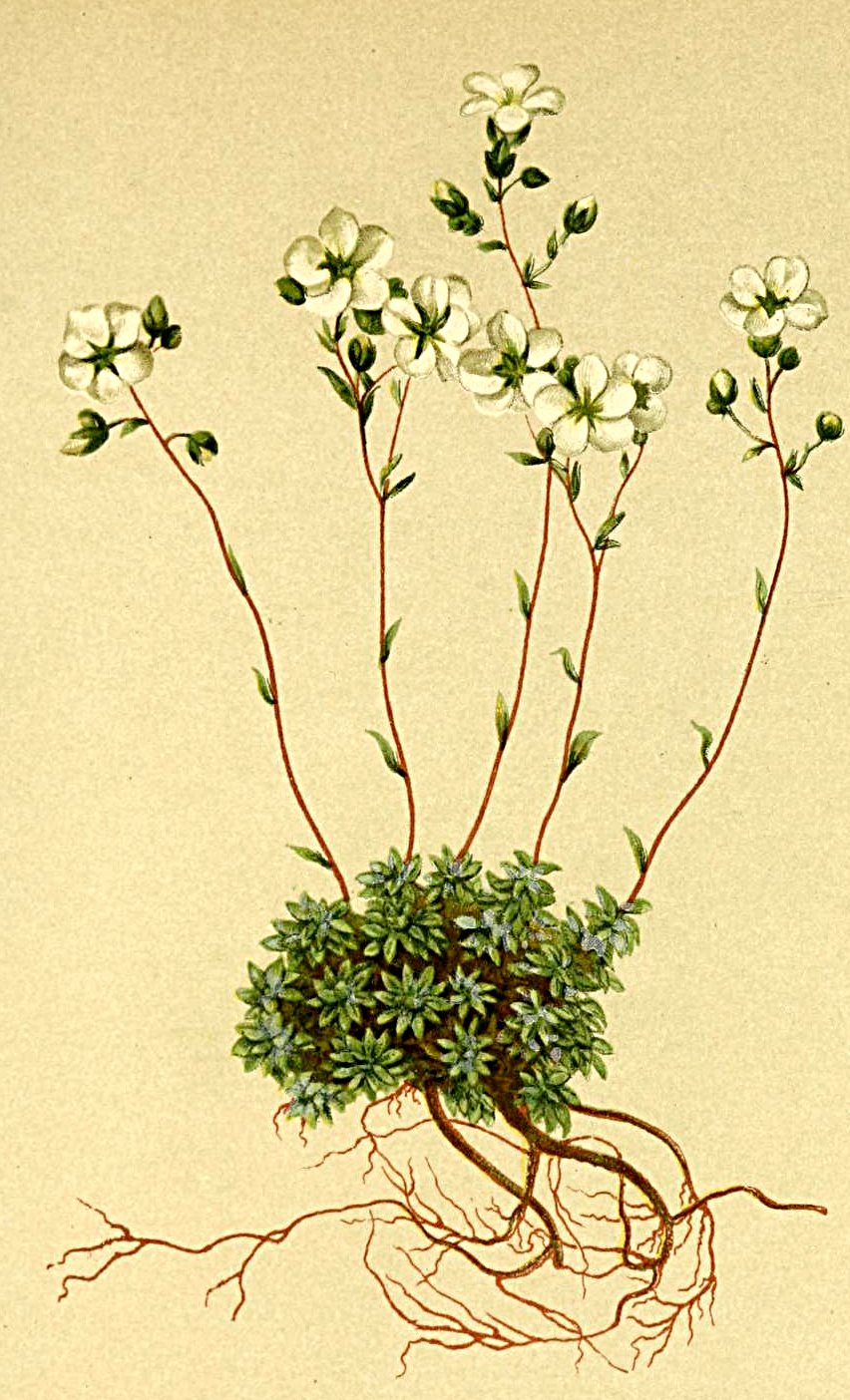
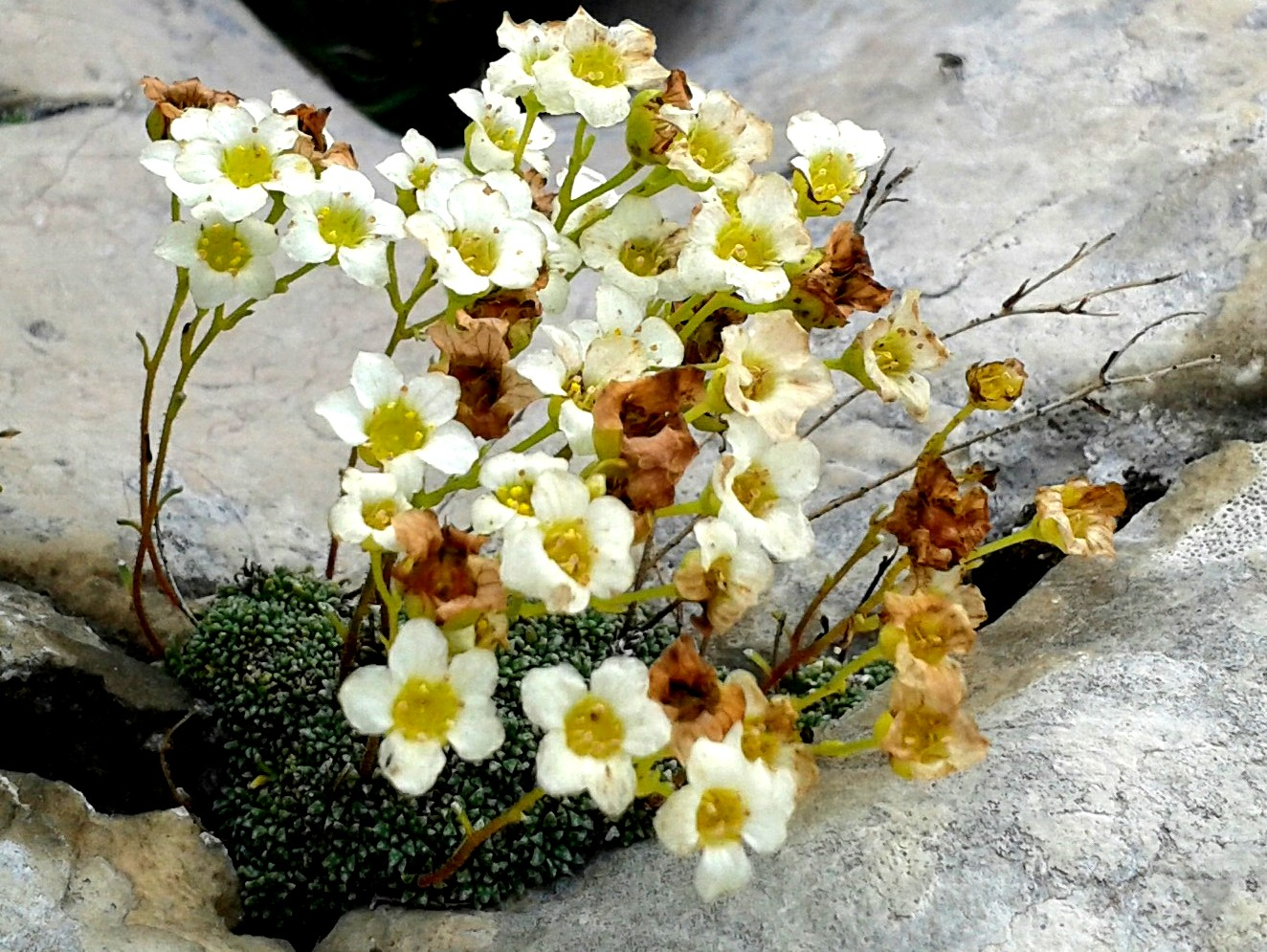
Saxifraga caesia